# Иван Радовски
Иван Томов Радовски е български революционер, деец и терорист на Вътрешната македонска революционна организация.

## Биография
Иван Радовски е роден на 10 януари 1905 година в село Радово, Демирхисарско, в семейството на войводата Тома Радовски и Анна Радовска, които имат пет деца: Велика Радовска (по мъж Бахтарлиева), родена през 1901 г.; Христо Радовски – роден през 1903 г.; Иван Радовски – роден през 1905 г.; Марко Радовски – роден през 1908 г.; Димитър Радовски – роден през 1913 г.
През 1923 год. Иван Радовски заедно с районната чета попада в засада от гръцки войски край село Бурсук и при двучасово сражение едва се отървават, при което сражение неговия баща Тома Радовски е тежко ранен. 
Лазар Кунгалов, Иван Радовски и Христо Ташев са били членове на ВМРО, те отговаряли за събирането на пари от заможни хора.
След атентата в църквата „Света Неделя“ в София в 1925 година, Лазар Кунгалов и неговите другари, които попадат в затвора като терористи. Иван Томов Радовски и Христо Ташев от село Чучулигово са затворени девет години в затвора. Материалите по техните разработки са отнесени с останалите архиви от Червената армия през 1944 година в Москва, където се съхраняват.
След Деветнадесетомайския преврат и забраната на ВМРО, през 1935 година Лазар Кунгалов, Иван Томов Радовски и Христо Ташев са арестувани и затворени в Софийския централен затвор. Лазар получава 5-годишна присъда, а Иван и Христо са в затвора до Деветосептемврийския преврат в 1944 година. В 1937 година Иван Радовски е осъден доживот за убийство, защото изпълнил смъртна присъда на враг на организацията. След освобождаването си Христо Ташев става началник на милицията в Окръжно управление – Благоевград, а Иван Радовски се отдава на рибарство и лодкарство.
Иван Радовски и Петър Костадинов Петров, който е избягал от Гърция през 1944 година, решават на 13 април 1946 година да преминат държавната граница посока Гърция през Кулския орман на река Струма. Вечерта вземат малко хляб, една гръцка пушка и един пистолет „Наган“. Тръгват по реката към границата и попадат в засада, въпреки стрелбата остават невредими и решават да се върнат обратно в село Чучулигово. В близост до селото попадат във втора засада, където ги обграждат и арестуват. Обискирани са и от тях са иззети пушката и пистолетът. Първо са откарани в 15-и пограничен пост, след това са задържани в подучастъка в село Марино поле. На 14 април 1946 година са конвоирани до участъка в град Петрич за разпити. Иван Радовски е искал да преведе Петър Петров през границата, след което да се върне обратно в Чучулигово, а Петров да продължи сам за Чивлиджико, Сярско. Петров е живеел при Иван Радовски в Чучулигово и работел в жп секция „Дамяница“.
В рапорт за проучване от Държавна сигурност пише следното: „Иван Томов Радовски, също активен член на ВМРО (Ив. Михайлов) контрабандист и през периода 1935 година емигрирал в Гърция за няколко месеци и пак се върнал. Същият е бил съподвижник на бандита Давков и Христо Ташев за което е бил осъждан от фашистката власт и на 09. 09. 1944 година освободен. След това станал член на БКП, обаче през 1950 година изключен, като бивш михайловист“.
След 1944 г. Иван Давков е в близки отношения с Тома Радовски, Христо Ташев и Иван Радовски, всичките от с. Чучулигово. През пролетта на 1947 г. в Светиврачко и Неврокопско действа нелегална бойна група, водена от Иван Давков. Въоръжената чета се бори за освобождение от комунистическия режим, тя оперира по южните склонове на планината Пирин. 

## Семейство
Семейството на дееца и терорист на ВМРО Иван Томов Радовски се състои от съпругата Мария Радовска и децата – Норка, Роска, Славка и Костадин.